# Zaświadczenie lekarskie o czasowej niezdolności do pracy albo o konieczności osobistego sprawowania opieki nad chorym członkiem rodziny
Zaświadczenie lekarskie o czasowej niezdolności do pracy albo o konieczności osobistego sprawowania opieki nad chorym członkiem rodziny, ZUS ZLA (potocznie zwane zwolnieniem lekarskim, a także L4 z powodu oznaczenia dawnego formularza) – dokument urzędowy potwierdzający orzeczoną czasową niezdolność do pracy lub służby wskutek choroby, pobytu w szpitalu albo innym zakładzie leczniczym podmiotu leczniczego wykonującego działalność leczniczą w rodzaju stacjonarne i całodobowe świadczenia zdrowotne albo konieczność osobistego sprawowania opieki nad chorym członkiem rodziny, wystawiany w podmiocie wykonującym działalność leczniczą przez lekarza, lekarza dentystę albo felczera, upoważnionego przez Zakład Ubezpieczeń Społecznych.

## Formularz
Obowiązujący do 1999 r. druk L4 został zastąpiony formularzem ZUS ZLA w formie numerowanych druków ściśłego zarachowania, wydawanych z ZUS w postaci bloczków, w których zaświadczenia wystawiano jako papierowy oryginał wraz z dwiema kopiami na papierze samokopiującym, spośród których oryginał przesyłany był do ZUS, pierwsza kopia wydawana była zatrudnionemu albo bezrobotnemu celem okazania w miejscu zatrudnienia albo powiatowym urzędzie pracy, a drugą kopię wystawca przechowywał przez okres 3 lat. Począwszy od 16 stycznia 2016 zaświadczenia można było wystawiać albo na formularzu papierowym, albo w nowej postaci elektronicznej (e-ZLA). Od 1 grudnia 2018 wprowadzono obowiązek wystawianie zaświadczeń wyłącznie w formie  elektronicznej.  
System automatycznie przesyła do miejsca zatrudnienia albo powiatowego urzędu pracy kopię zaświadczenia informującą o niezdolności do pracy lub służby pracownika, zleceniobiorcy, rolnika, funkcjonariusza służb państwowych, żołnierza czynnej służby wojskowej, sędziego, sędziego Trybunału Konstytucyjnego, prokuratora, albo bezrobotnego, przy czym w przypadku osób zatrudnionych w innych krajach Europejskiego Obszaru Gospodarczego lub w Szwajcarii, konieczne jest wydanie podpisanego i opieczętowanego wydruku zaświadczenia.
Fakt wystawienia zaświadczenia wymaga odnotowania w dokumentacji medycznej, odpowiednio: osoby czasowo niezdolnej do pracy, albo chorego członka rodziny, nad którym konieczne jest osobiste sprawowanie opieki.
Zwolnienie lekarskie może być wystawione także po ustaniu ubezpieczenia chorobowego, jeśli niezdolność do pracy powstała do 14 dni od dnia ustania ubezpieczenia i trwa bez przerwy co najmniej 30 dni.

## Świadczenie chorobowe i zasiłek chorobowy
Zasiłek chorobowy przysługuje pracownikowi w wysokości 80% jego wynagrodzenia, z wyjątkiem zwolnienia lekarskiego w czasie ciąży, na skutek wypadku w pracy, w drodze do pracy lub z pracy, oraz w przypadku poddania się badaniom lub zabiegom związanym z oddaniem komórek, tkanek lub narządów (100% wymiaru zasiłku). Po 33 dniach choroby zasiłek chorobowy jest wypłacany pracownikowi przez ZUS. Przysługuje on pracownikowi maksymalnie przez 182 dni zwolnienia lekarskiego. W przypadku osób powyżej 50 lat zasiłek chorobowy wypłacany przed pracodawcę jest przez 14 dni, a od 15 dnia świadczenie przejmuje ZUS.
Pracownik dostarcza pracodawcy zwolnienie lekarskie w ciągu 7 dni, aby zasiłek został wypłacony w pełnej wysokości. W przeciwnym razie pracownikowi nie przysługują świadczenia za czas choroby. Jeżeli ten termin zostanie przekroczony, zasiłek chorobowy obniża się o 25% (nie dotyczy wynagrodzenia). Powiadomienia można dokonać osobiście lub przez osobę trzecią, telefonicznie, za pośrednictwem innego środka łączności lub drogą pocztową, przy czym za datę zawiadomienia uważa się wtedy datę stempla pocztowego – liczone są dni kalendarzowe, nie tylko robocze. W czasie trwania zwolnienia pracownikowi nie wolno podejmować żadnej pracy, w tym czasie ma obowiązek się leczyć. W ciągu pierwszych 33 dni zwolnienia zwolnionego może skontrolować pracodawca, od 34. dnia kontroli może dokonać ZUS.

## Świadczenie opiekuńcze i zasiłek opiekuńczy
Zwolnienie lekarskie na dziecko przysługuje obojgu rodzicom i związane jest z koniecznością osobistego sprawowania opieki nad chorym członkiem rodziny (w zaświadczeniu wydanym przez lekarza powinna być wskazana data urodzenia chorej osoby i jego stosunek pokrewieństwa z ubezpieczonym). To dokument, który umożliwia uzyskanie przez osobę posiadającą ubezpieczenie chorobowe zasiłku opiekuńczego w okresie niezdolności do pracy.
Zasiłek opiekuńczy przysługuje ubezpieczonemu z powodu konieczności osobistego sprawowania opieki nad chorym dzieckiem w wieku do ukończenia 14 lat przez okres zwolnienia od wykonywania pracy nie dłużej jednak niż przez okres 60 dni w roku kalendarzowym (uprawnienie jest niezależne od ilości dzieci wymagających opieki). Natomiast w przypadku starszych dzieci, tj. mających ukończone 14 lat, zasiłek opiekuńczy może przysługiwać przez okres nie dłuższy niż 14 dni w roku kalendarzowym. W określonych sytuacjach zasiłek może przysługiwać również w przypadku sprawowania opieki nad dzieckiem zdrowym w wieku do ukończenia 8 lat, np. nieprzewidziane zamknięcie żłobka, przedszkola lub szkoły, do których dziecko uczęszcza – w tej sytuacji usprawiedliwienie nieobecności w pracy następuje na podstawie oświadczenia pracownika, a nie zwolnienie lekarskie.
Uprawnienie do zasiłku opiekuńczego przysługuje nie tylko na własne dzieci ubezpieczonego, ale również za dzieci jego małżonka (nie jest wymagane przysposobienie), dzieci przysposobione, a także dzieci obce przyjęte na wychowanie i utrzymanie. Miesięczny zasiłek opiekuńczy wynosi 80 procent podstawy wymiaru zasiłku, co w przypadku pracowników zasadniczo odpowiada kwocie 80 procent przeciętnego miesięcznego wynagrodzenia. Zasiłek opiekuńczy nie przysługuje, jeżeli poza ubezpieczonym są inni członkowie rodziny pozostający we wspólnym gospodarstwie domowym, mogący zapewnić opiekę dziecku, przy czym nie dotyczy to opieki sprawowanej nad chorym dzieckiem w wieku do 2 lat.
Może zdarzyć się sytuacja, że w trakcie urlopu wypoczynkowego zachoruje dziecko pracownika. W takiej sytuacji pracownik oczywiście może wziąć od lekarza zwolnienie lekarskie na chore dziecko. W takiej sytuacji urlop nie jest przerywany z powodu konieczności zapewnienia opieki nad chorym dzieckiem. Co za tym idzie, pracownik nie zachowuje prawa do zasiłku opiekuńczego za okres choroby dziecka – może zapewnić dziecku opiekę, ponieważ przebywa na urlopie wypoczynkowym, a za okres urlopu przysługuje mu prawo do wynagrodzenia.
Pracownik nie nabywa prawa do zasiłku opiekuńczego, jeżeli w okresie sprawowania opieki zachowuje prawo do wynagrodzenia. Dotyczy to wynagrodzenia za urlop wypoczynkowy oraz wynagrodzenia za czas usprawiedliwionej nieobecności w pracy. Pracownik również nie ma prawa do zasiłku opiekuńczego w przypadku, gdy przebywa na urlopie bezpłatnym lub wychowawczym.

## Kontrole

### Kontrola prawidłowości wykorzystania orzeczonego okresu czasowej niezdolności do pracy
W przypadku wątpliwości dotyczących prawidłowości wykorzystania orzeczonego okresu czasowej niezdolności do pracy lub służby, istnieje możliwość skontrolowania zatrudnionego albo bezrobotnego. Kontrolę taką może przeprowadzić
- dyrektor właściwego oddziału ZUS lub osoba przez niego upoważniona (z urzędu lub na wniosek podmiotu zatrudniającego albo na wniosek właściwej instytucji innego państwa EOG lub Szwajcarii), a we własnym zakresie także:
  - pracodawca lub zleceniodawca zatrudniający co najmniej 20 osób,
  - w przypadku sędziów albo sędziów Trybunału Konstytucyjnego – prezes sądu albo prezes TK lub osoba przez niego upoważniona,
  - w przypadku prokuratorów – prokurator kierujący powszechną jednostką organizacyjną prokuratury albo jednostką organizacyjną prokuratury IPN lub osoba przez niego upoważniona,
- w przypadku rolników – dyrektor właściwego oddziału regionalnego KRUS lub osoba przez niego upoważniona,
- w przypadku żołnierzy czynnej służby wojskowej lub funkcjonariuszy służb państwowych – właściwy dowódca lub osoba przez niego upoważniona,
- w przypadku bezrobotnych – dyrektor właściwego powiatowego urzędu pracy lub osoba przez niego upoważniona.

Kontrola może zostać przeprowadzona w dowolnym momencie, jeżeli występują ku temu jakiekolwiek przesłanki. Kontrolujący ma obowiązek wystawić protokół uwzględniający przyczyny powstania wątpliwości lub zastrzeżeń.

### Kontrola zasadności wystawionego zaświadczenia o czasowej niezdolności do pracy
Zasadność wystawionego zaświadczenia o czasowej niezdolności do pracy lub służby może być z kolei weryfikowana wyłącznie przez, odpowiednio: lekarzy orzeczników ZUS, lekarzy rzeczoznawców KRUS, albo przez rejonowe wojskowe komisje lekarskie lub rejonowe komisje lekarskie MSWiA.

### Kontrola prawidłowości wystawiania zaświadczeń o czasowej niezdolności do pracy
Kontrola prawidłowości wystawiania zaświadczeń o czasowej niezdolności do pracy może być dokonywana wyłącznie przez lekarzy orzeczników ZUS.